# 鍬形 (アイヌ)

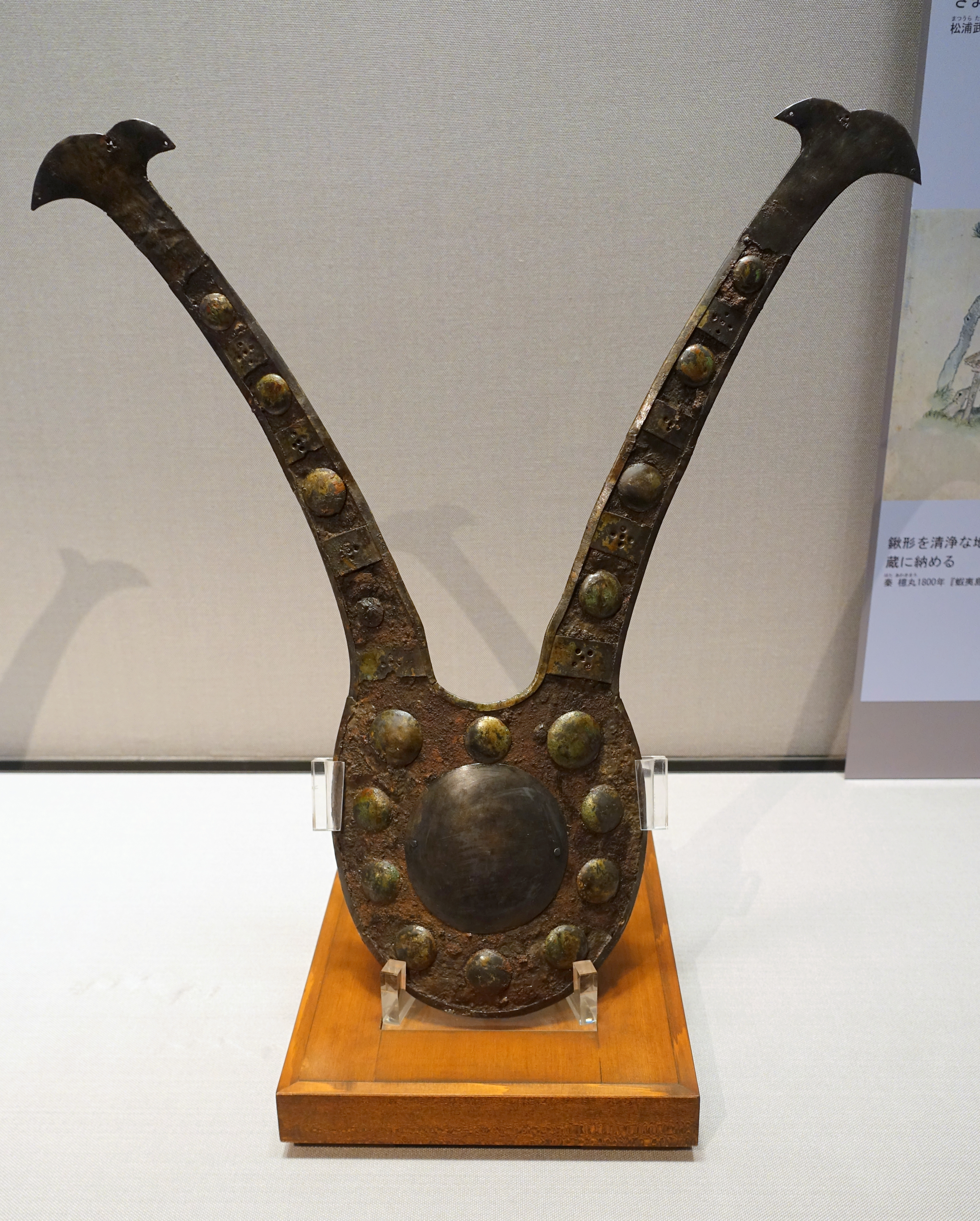
アイヌの鍬形
東京国立博物館蔵

アイヌの鍬形（くわがた）とは、近世アイヌ文化において霊力をもつとされた宝物のひとつ。アイヌ語ではベラシトミカムイ（ヘラをもつ宝の神様）またはキロウウシトミカムイ（角をもつ宝の神様）と呼ばれ、和人の史料には鍬先と記すものもある。
アイヌの宝の中で最も上位に位置づけられた。また非常に強力な霊力を持ち病人の枕元に置くと災いを払うが、家に置いておくと祟りを成すとされたため岩陰や地中に埋められて保管された。そのため現存する8点は全て出土品である。

## ルーツと形状

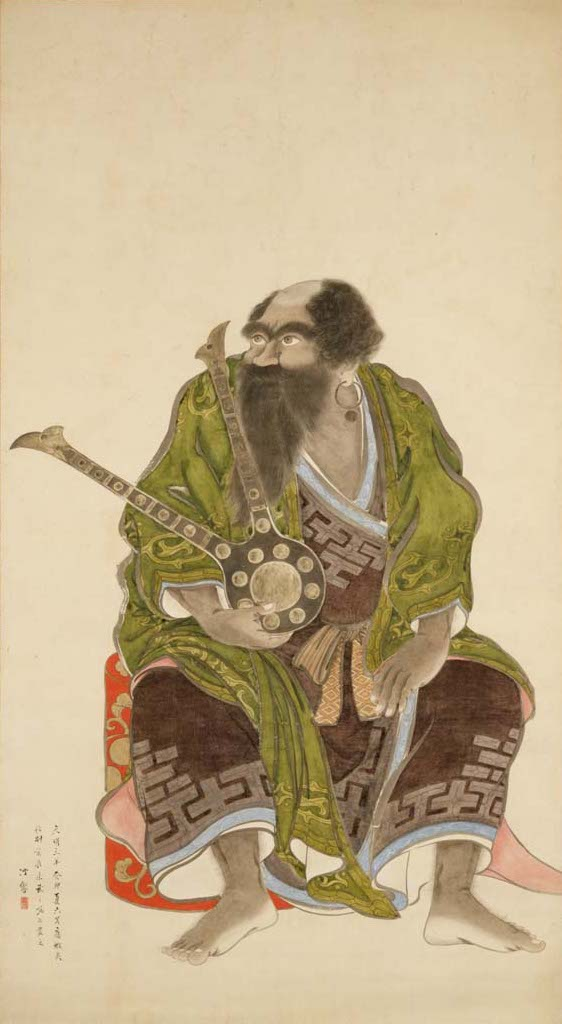
『蝦夷紋別酋長東武画像』 蛎崎波響筆 東京国立博物館蔵。蠣崎波響が天明3年（1783年)、モンベツ（現在の紋別市）の長の求めに応じて描いたもの。蝦夷錦をはおり、鍬形を抱え、蒔絵が施されたシントコに腰かけたポーズを取る

アイヌは周辺社会との交流のなかで様々な精神的・物質的な影響を選択的に受容したが、その際にオリジナルの機能とは異なる意味を持って取り入れることも多かった。鍬形もそのひとつとされる。アイヌの鍬形のオリジナルは日本の兜に付けられた前立の鍬形で、アイヌはこれを宝物と見做した。
鍬形の成立は17世紀頃とみられるが、その形状に影響を与えたのは当時としても古式とされる平安時代末から鎌倉時代の兜につけられた前立であった。北海道では平安時代から室町時代にかけての日本の兜が出土することが少なくない。これらは出土場所から和人ではなくアイヌが所持していたものと考えられており、中世アイヌ期から一定数の日本の甲冑がアイヌ社会に流通していた可能性が指摘されている。瀬川拓郎は、中世アイヌ期から日本の甲冑が宝とみなされ、やがてその象徴としてアイヌの鍬形が成立したと推測している。
鍬形は和人から入手した金属板をアイヌが加工して造ったものである。前立の鍬形に比べると大型で、基部と角の先端までが一体の金属板で成形されている。また基部は円形をしており、基部から角に至るまで銅や銀でできた円形の薄板を嵌めこむ象嵌で装飾されている。基部直径は20センチメートル程度で、長さ30センチメートル程度の2本の角が付き出している。素材は鉄あるいは真鍮の厚さ1-2ミリメートル程度の金属板がベースとなり、象嵌に使用される金属には銀・真鍮・黄銅などが見られる。

## 近世アイヌの宝物と鍬形

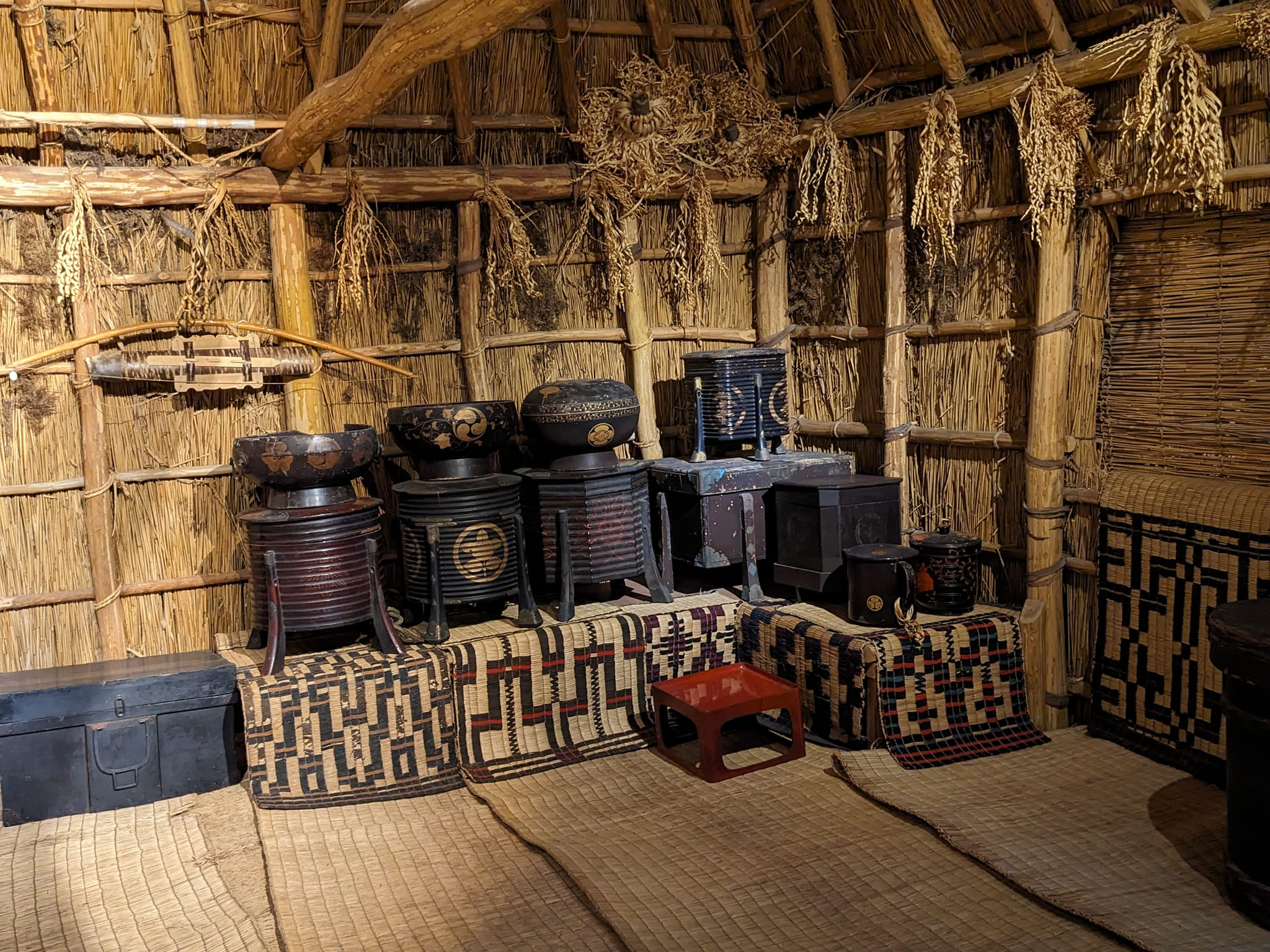
札幌市厚別区、北海道博物館内に復元されたアイヌの伝統家屋、チセ。北東隅に宝物棚「イヨイキㇼ」を設け、シントコなど漆器ほか宝物を飾る。

アイヌの宝（Ikor、イコロ）の多くは刀・漆器・ガラス玉など日本本州や大陸との交易で入手したものである。このような宝は精霊が宿る一種のお守り・護符でもあり、チセの宝棚に積み上げるほど守護の力は強大になると信じられていた。また一種の貨幣でもあり、婚姻・契約・領域の確定や紛争の解決・贖罪など、重要な場面で用いられた。また宝を多くもつ者は威信と名誉を持つ者と見なされ、首長はその中から選ばれた。
いっぽうで鍬形は強力な霊力を持つため人目に晒すと災厄をもたらすと考えられ、普段は山中や土の中に隠して保管し誇示することはなかった。また鍬形が通貨的な機能を発揮することもなかったと考えられる。このような特徴は鍬形のみに見られるもので、アイヌにとって宝の王であったといえる。

## 史料にみる鍬形

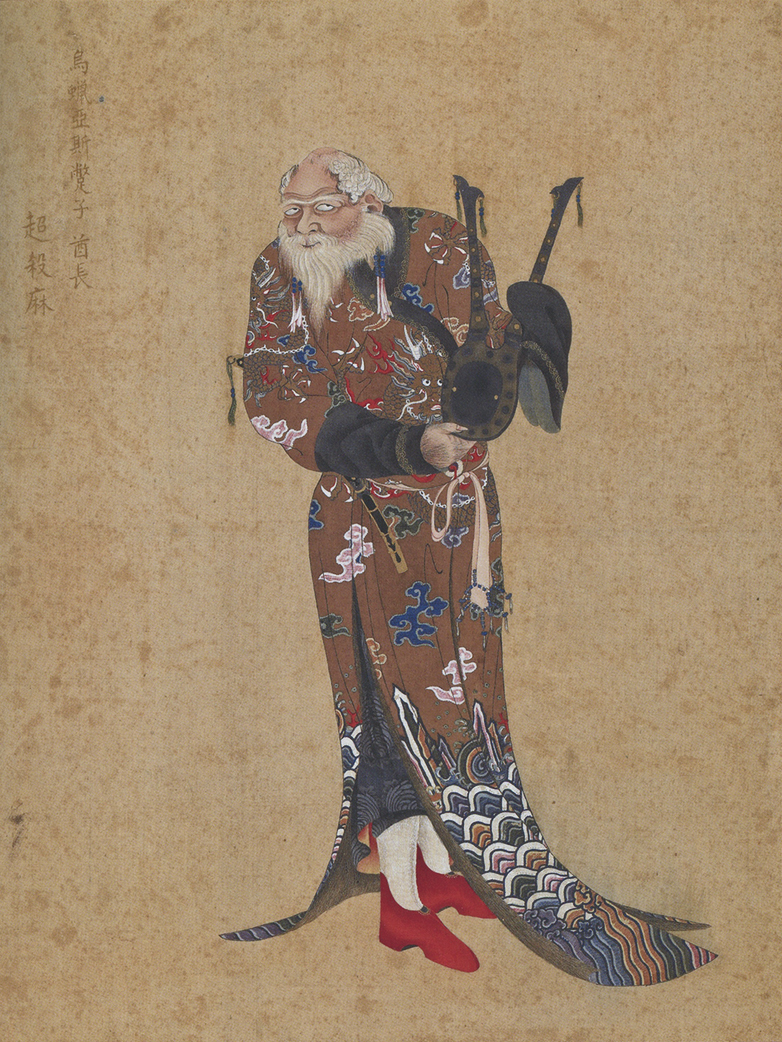
『夷酋列像』より、ウラヤスベツ乙名・チョウサマ（超殺麻）。洋式の靴を履き、ロシア服を着た上に蝦夷錦を重ね、鍬形を持ったポーズで描かれている

近世アイヌの鍬形については、和人によって記された史料によって検討されている。史料上の初出は1709年の『本朝軍記考』だが、いくつかの史料にシャクシャインの戦い（1669年）に関する言及があり、17世紀前半には成立していたと考えられる。また由緒を源義経にまで遡る史料もあり、鍬形あるいは義経伝説の成立と関連して注目される。
松前藩の家老で絵師としても高名な蠣崎波響 が1790年に描いた『夷酋列像』は、前年の1789年、国後島、目梨郡で発生したアイヌの蜂起「クナシリ・メナシの戦い」において鎮圧に協力したアイヌの有力者を描いた連作肖像画である。12面のうちウラヤスベツ乙名・チョウサマ（超殺麻）は、鍬形を持ったポーズで描かれている。蠣崎波響は「夷酋列像」以外にも、鍬形を携えた人物をモチーフとしたアイヌ絵を制作している。
1845年の『蝦夷日誌』までは信仰の対象となっていることが確認でき、幕末期にアイヌ文化圏を何度も探検した松浦武四郎が安政6年（1859年）に著した『蝦夷漫画』では鍬形が「ペラウシトミカモイ」の名で「男蝦夷第一の宝物也」として紹介されている。だが1902年の『蝦夷の鍬先』には「今日ではこれを見ざる」と記されており、すでに過去の風習になっていた。また1924年の『蝦夷の宝器「鍬先」考え（上）』では「アイヌの古老といえども殆ど是に関して無知識」と記されており、明治以降の同化政策によって急速に機能を失っていったと推測される。

複数の史料の記述を検証した瀬川は、鍬形の性格について以下のように推測する。